# 弗雷塞河畔里瓦斯
弗雷塞尔河畔里瓦斯，是西班牙加泰罗尼亚赫罗纳省的一个市镇。总面积42平方公里，总人口2033人（2001年），人口密度48人/平方公里。